# Red Hat Linux
Red Hat Linux fue una distribución Linux creada por Red Hat, que llegó a ser una de las más populares en los entornos de usuarios domésticos hasta el 22 de septiembre de 2003 cuando los proyectos Fedora y Red Hat se fusionaron.
Aunque no es tan antigua como la distribución Slackware, sí que ostenta el título de una de las más clásicas y robustas.
Fue la primera distribución en usar RPM como su formato de paquete, y fue la que sirvió de punto de partida para otras distribuciones, tales como la orientada hacia PC de escritorio Mandrake Linux (originalmente Red Hat Linux con KDE), Yellow Dog Linux, la cual se inició desde Red Hat Linux con soporte para PowerPC, y ASPLinux (Red Hat Linux con mejor soporte para caracteres no-Latinos).
Desde el 2003, Red Hat ha desplazado su enfoque hacia el mercado de los negocios con la distribución Red Hat Enterprise Linux y la versión no comercial Fedora Core. Red Hat Linux 9, la versión final, llegó oficialmente al final de su vida útil el 30 de abril de 2004, aunque el proyecto Fedora Legacy continuó publicando actualizaciones, hasta ser abandonado dicho proyecto a finales del año 2006.

## Mercado
Red Hat Linux fue vendido principalmente como un sistema operativo para servidores. También es popular entre compañías que utilizan servidores de internet y, al igual que la herramienta incorporada de instalación a través de scripts Kickstart, permite rápidamente la configuración e instalación del hardware estandarizado. Desde la versión 8.0, Red Hat Linux se enfocó principalmente hacia PC de escritorio corporativos.

## Historia
Red Hat Software Inc. fue fundada en el año 1993 por Bob Young y Marc Ewing. En agosto de 1999, Red Hat salió a bolsa y sus acciones se situaron en octava posición en ganancias en Wall Street. Cuatro años más tarde, el valor de las acciones de Red Hat llegó en torno a una centésima parte del máximo valor que llegara a alcanzar antes de la crisis de las puntocom. Aun así, sus comienzos exitosos en el mercado de valores sirvieron para que Red Hat fuera portada en periódicos y revistas no directamente relacionadas con temas informáticos.
En noviembre de 1999 la compañía adquirió Cygnus Solutions, una empresa fundada una década antes y que ya había demostrado cómo con una estrategia integral basada en software libre se puede ganar dinero.
En septiembre de 2003, Red Hat decidió concentrar sus esfuerzos de desarrollo en la versión corporativa de su distribución, Red Hat Enterprise Linux y delegó la versión común a Fedora Core, un proyecto abierto independiente de Red Hat.
El logo de Red Hat muestra un sombrero rojo portado por un hombre misterioso, destacado sobre el resto de la imagen en blanco y negro.

## Características especiales
Red Hat es instalado con un ambiente gráfico llamado Anaconda, diseñado para su fácil uso por novatos. También incorpora una herramienta llamada Lokkit para configurar las capacidades de Cortafuegos.
Al igual que en el Red Hat Linux 8.0, UTF-8 fue habilitado como el sistema de codificación de tipografías para el sistema. Esto tiene poco efecto en usuarios angloparlantes, pero cuando se usa la parte superior del juego de caracteres ISO 8859-1, estos se codifican de manera radicalmente diferente. Esto puede ser visto, por ejemplo, por usuarios que hablan francés o sueco como algo agresivo, pues sus antiguos sistemas de archivo lucen muy diferentes y pueden ser luego inutilizables. Puede deshacerse este cambio quitando la parte «UTF-8» de la configuración de lenguaje.
La versión 8.0 fue además la primera en incluir el entorno de escritorio Bluecurve.
Red Hat Linux carece de muchas características debido a posibles problemas de copyright y patentes. Por ejemplo, el soporte al formato MP3 está desactivado tanto en Rhythmbox como en XMMS; en su lugar, Red Hat recomienda usar Ogg Vorbis, que no tiene patentes. Sin embargo, el soporte para MP3 puede ser instalado luego, aunque se requiere el pago de regalías en los Estados Unidos. El soporte al formato NTFS también está ausente, pero también puede ser instalado libremente.

## Fedora
Originalmente Red Hat Linux fue desarrollado exclusivamente dentro de Red Hat, con la sola realimentación de informes de usuarios que recuperaban de fallos y contribuciones a los paquetes de software incluidos; y no contribuciones a la distribución como tal. Esto cambió tardíamente en el 2003 cuando Red Hat Linux se fusionó con el Proyecto Fedora Linux orientado a la comunidad de usuarios. El nuevo plan es extraer el código base de Fedora para crear nuevas distribuciones de Red Hat Enterprise Linux.

## Historial de lanzamientos
Las fechas que se presentan provienen de anuncios publicados en el grupo de noticias comp.os.linux.announce:
- 1.0 (Día de la Madre, en EE. UU.), 3 de noviembre de 1994.
- 1.1 (Día de la Madre+0.1), 1 de agosto de 1995.
- 2.0, 20 de septiembre de 1995.
- 2.1, 23 de noviembre de 1995.
- 3.0.3 (Picasso), 1 de mayo de 1996 (primera versión compatible con procesadores DEC Alpha).
- 4.0 (Colgate), 3 de octubre de 1996 (primera versión compatible con procesadores SPARC).
- 4.1 (Vanderbilt), 3 de febrero de 1997.
- 4.2 (Biltmore), 19 de mayo de 1997.
- 5.0 (Hurricane), 1 de diciembre de 1997.
- 5.1 (Manhattan), 22 de mayo de 1998.
- 5.2 (Apollo), 2 de noviembre de 1998.
- 6.0 (Hedwig), 26 de abril de 1999.
- 6.1 (Cartman), 4 de octubre de 1999.
- 6.2 (Zoot), 3 de abril de 2000.
- 7 (Guinness), 25 de septiembre de 2000 (esta versión es presentada como «7» y no «7.0»).
- 7.1 (Seawolf), 16 de abril de 2001.
- 7.2 (Enigma), 22 de octubre de 2001.
- 7.3 (Valhalla), 6 de mayo de 2002.
- 8.0 (Psyche), 30 de septiembre de 2002.
- 9 (Shrike), 31 de marzo de 2003 (esta versión es presentada como «9» y no «9.0»).

Los proyectos Fedora y Red Hat se fusionaron el 22 de septiembre de 2003 (las fechas que se presentan provienen de History of Linux at Red Hat). Versiones de Fedora Core:
- Fedora Core 1 (Yarrow), publicada el 5 de noviembre de 2003.
- Fedora Core 1 (Yarrow) para x86-64, publicada el 5 de marzo de 2004.
- Fedora Core 2 (Tettnang), publicada el 19 de mayo de 2004.
- Fedora Core 3 (Heidelberg), publicada el 8 de noviembre de 2004.
- Fedora Core 4 (Stentz), publicada el 13 de junio de 2005.
- Fedora Core 5 (Bordeaux), publicada el 20 de marzo de 2006.
- Fedora Core 6 (Zod), publicada el 24 de octubre de 2006.
- Fedora 7 (Moonshine), publicada el 31 de mayo de 2007.
- Fedora 8 (Werewolf), publicada el 8 de noviembre de 2007.
- Fedora 9 (Sulfur), publicada el 13 de mayo de 2008.
- Fedora 10 (Cambridge), publicada el 25 de noviembre de 2008.
- Fedora 11 (Leonidas), publicada el 9 de junio de 2009.
- Fedora 12 (Constantine), publicada el 17 de noviembre de 2009.
- Fedora 13 (Goddard), publicada el 25 de mayo de 2010.
- Fedora 14 (Laughlin), publicada el 2 de noviembre de 2010.
- Fedora 15 (Lovelock), publicada el 24 de mayo de 2011.
- Fedora 16 (Verne), publicada el 8 de noviembre de 2011.
- Fedora 17 (Beefy Miracle), publicada el 29 de mayo de 2012.
- Fedora 18 (Spherical Cow), publicada el 15 de enero de 2013.
- Fedora 19 (Schrödinger's cat), publicada el 2 de julio de 2013.
- Fedora 20 (Heisenbug), publicada el 17 de diciembre de 2013.
- Fedora 21, publicada el 9 de diciembre de 2014.
- Fedora 22, publicada el 26 de mayo de 2015.
- Fedora 23, publicada el 3 de noviembre de 2015.
- Fedora 24, publicada el
- Fedora 25, publicada el
- Fedora 26, publicada el 11 de julio de 2017.

Red Hat Enterprise Linux (las fechas que se presentan provienen de Red Hat Enterprise Linux Release Dates):
- Red Hat Enterprise Linux 1.
- Red Hat Enterprise Linux 2.1 AS (Pensacola), publicada el 23 de marzo de 2002.
- Red Hat Enterprise Linux 3 (Taroon), publicada el 22 de octubre de 2003.
- Red Hat Enterprise Linux 4, publicada el 15 de febrero de 2005.
- Red Hat Enterprise Linux 5, publicada el 15 de marzo de 2007.
- Red Hat Enterprise Linux 6, publicada el 9 de noviembre de 2010.
- Red Hat Enterprise Linux 7, publicada el 9 de junio de 2014.
- Red Hat Enterprise Linux 8, publicada el 7 de mayo de 2019.

## Distribuciones Linuxbasadas en Red Hat
- Véase también: Distribuciones basadas en Red Hat

Cronología de Red Hat Linux y proyectos relacionados. hasta 2012.